# Francisco Dova
Francisco Dova (ur. w 1903) – argentyński lekkoatleta, sprinter i średniodystansowiec. Uczestnik Igrzysk Olimpijskich 1924 oraz złoty i srebrny medalista lekkoatletycznych mistrzostw Ameryki Południowej.
Podczas Igrzysk Olimpijskich w Paryżu w 1924 roku uczestniczył w biegu na 400 metrów. W pierwszej rundzie w swoim biegu eliminacyjnym zajął 3. miejsce z czasem 51,0 s i odpadł z rywalizacji.
Zawodnik zdobył złoty medal w biegu na 800 metrów i srebrny medal w biegu na 400 metrów podczas lekkoatletycznych mistrzostw Ameryki Południowej w 1924 roku.
Rekord życiowy zawodnika w biegu na 400 metrów wynosił 49,4 s. Wynik ten został osiągnięty w 1924 roku.